# Деверелл, Уолтер Хоуэлл
Уолтер Хоуэлл Деверелл (англ. Walter Howell Deverell, 1 октября 1827, Шарлоттсвилль — 2 февраля 1854, Лондон) — английский художник-прерафаэлит.

## Биография
Родился в Шарлотсвилле (штат Виргиния, США). В возрасте двух лет переехал вместе с родителями в Англию.
С 17 лет Деверелл служил в адвокатской конторе и одновременно учился в Школе искусств Сасса. Познакомился в Школе с Россетти в 1845 году. Некоторое время Россетти и Деверелл жили на одной квартире на Ред-Лайон-сквер.
В 1846 году Деверелл оставил службу и поступил в Школу искусств при Королевской академии. Картины Деверелла экспонировались на выставках Академии в 1847—1853 гг. Через Россетти он познакомился с другими членами Братства прерафаэлитов. Участвовал в издании журнала прерафаэлитов «Germ». После того как в 1850 году Коллинсон покинул Братство, Россетти предложил Девереллу занять его место. По неизвестной причине этого не произошло, однако всё творчество Деверелла тесно связано с прерафаэлизмом.
Работая над картиной «Двенадцатая ночь» (1849—1850), пригласил в качестве натурщицы Элизабет Сиддал, которую случайно встретил в лавке модистки. Опасаясь отказа, Деверелл передал предложение Сиддал через свою мать. Деверелл работал преподавателем в Школе рисунка, но из-за болезни был вынужден оставить должность.
Последней картиной художника стала работа «Как вам это понравится» («Мнимая свадьба Орландо и Розалинды») , 1853. По рассказам близких, Деверелл писал картину на пленэре в Суррейском лесу, подолгу заставляя позировать своих брата и сестру. После смерти художника друзья оказывали помощь его семье, испытывавшей материальные трудности, а Россетти дописал незаконченную картину, чтобы её можно было продать.

## Галерея

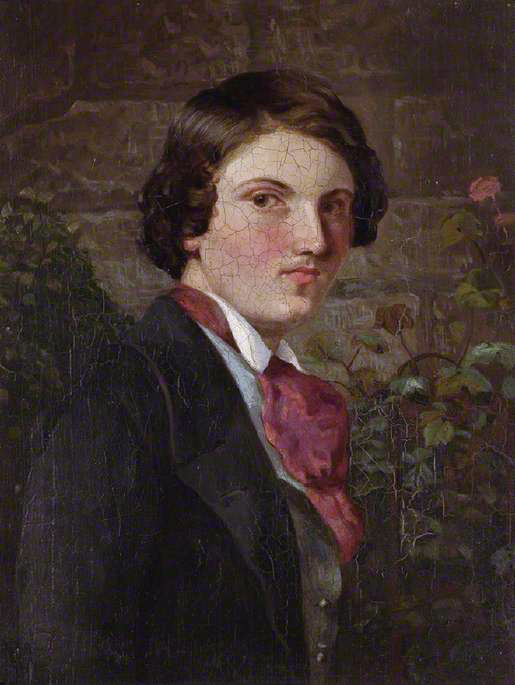
Автопортрет, около 1849
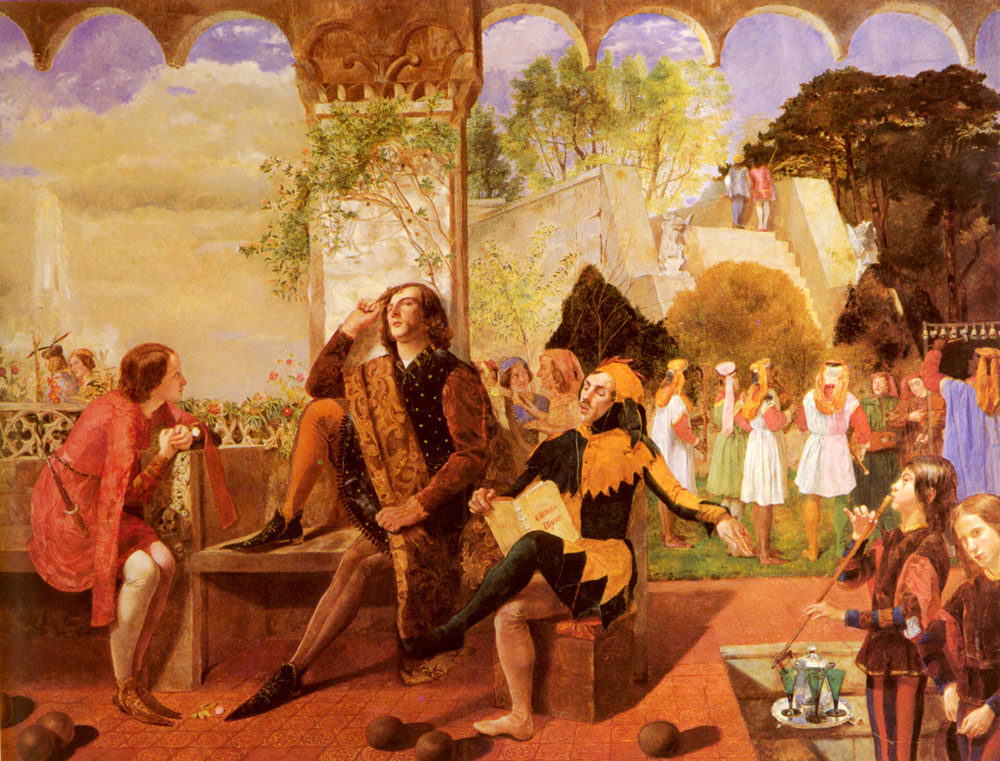
«Двенадцатая ночь», 1850
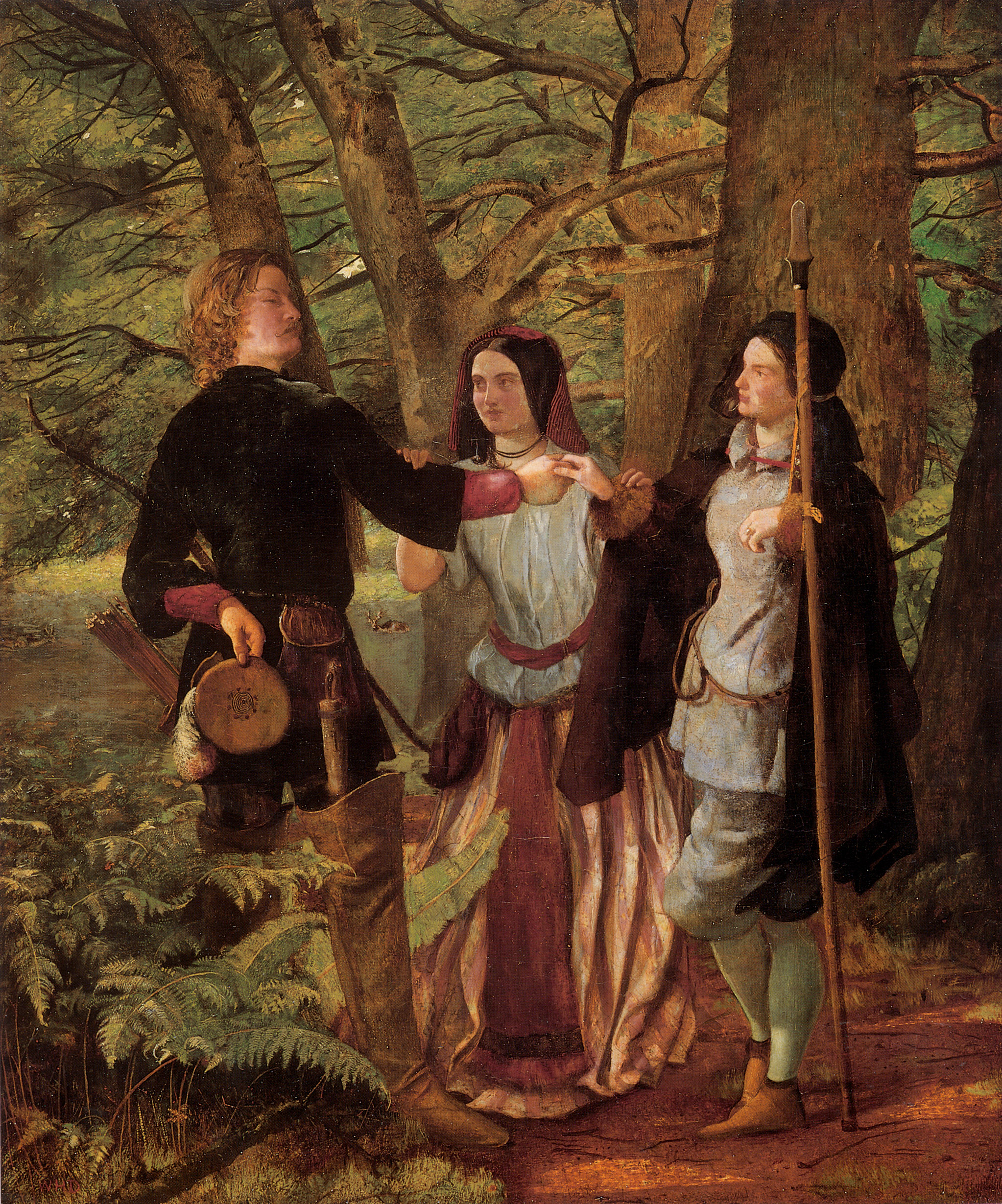
«Мнимая свадьба Орландо и Розалинды», 1853, закончена Д. Г. Росетти, Городской музей и художественная галерея[англ.], Бирмингем